# 快手槍手快槍手
《快手槍手快槍手》，原名龍城計中計，又名火燒雲。為2016年中國大陸動作喜劇電影，由導演潘安子執導，主要演員張靜初、林更新、劉曉慶等人主演。故事架構的背景為1940年中日抗戰時。本影片於2016年7月15日在中國大陸上映。
本影片集喜劇、動作、冒險、愛情等元素於一體，講述以「快手」行騙江湖的小莊（林更新飾）被「槍手」女特工李若雲（張靜初飾）脅迫合作，一起找回國寶玉璽。

## 劇情概述
1940年的中國正處於對日抗戰之際，此時日本與漢奸宋靜之(錦榮飾)欲以南京建立更大的滿州國，然而隨著宋靜之遇刺身亡，日本軍方的震怒之下，調任了司令官織田弘毅及關東軍第731部隊至中國，隨著江湖中快手石佛的復出，市井騙子小莊(林更新飾)與槍法技術高超的女子李若雲(張靜初飾)、日本間諜等各方勢力都聚集到了南京這個舞台，將展開一場驚心動魄的鬥爭...

## 主要角色
| 備註   |        |                                      |
| 小莊   | 林更新 | 本片男主角，市井騙子，擁有一雙快手。 |
| 李若云 | 张静初 | 本片女主角，槍手。                   |
| 金三娘 | 劉曉慶 |                                      |
| 宋靜之 | 錦榮   |                                      |
| 石佛   | 騰格爾 |                                      |

## 外部連結
- 互联网电影数据库（IMDb）上《快手槍手快槍手》的资料（英文）
- 香港影庫上《快手槍手快槍手》的資料（繁體中文）